# Euselasia albida
Euselasia albida är en fjärilsart som beskrevs av Percy I. Lathy 1926. Euselasia albida ingår i släktet Euselasia och familjen Riodinidae. Inga underarter finns listade i Catalogue of Life.